# Bernard Corboz
Bernard Corboz (* 2. April 1948 in Genf; † 24. September 2013) war ein Schweizer Bundesrichter.
Nach Studium und Promotion an der Universität Genf arbeitete Corboz von 1970 bis 1973 zunächst als Rechtsanwalt. Im Jahr 1973 wurde er stellvertretender Staatsanwalt («substitut du procureur») des Kantons Genf. Im Jahr 1974 wurde er zum Ermittlungsrichter ernannt und 1975 zum Richter am Gericht erster Instanz. Dort blieb er bis 1983 und wurde dann Richter am Obergericht in Genf. Im Jahr 1985 wurde er für fünf Jahre Generalstaatsanwalt von Genf. Daneben wurde er Ergänzungsrichter am Schweizer Bundesgericht (1981) und Richter am Militärkassationshof (1987).
Am 21. März 1990 wurde er auf Vorschlag der Freisinnig-Demokratischen Partei ins Bundesgericht berufen. Bis zu seinem Tod war er Mitglied der ersten zivilrechtlichen Abteilung. Am 4. Oktober 2006 verlor er die Wahl zum neuen Präsidenten des Bundesgerichts mit 53 zu 136 Stimmen gegen den Berner Arthur Aeschlimann.